# Lei das Sociedades por Ações
Lei das Sociedades por Ações (Lei nº 6.404/1976), também conhecida como Lei das S.A., é a lei que rege as sociedades anônimas no Brasil.

## História
Foi sancionada em 15 de dezembro de 1976 pelo presidente Ernesto Geisel.
Foi redigida por José Luiz Bulhões Pedreira e Alfredo Lamy Filho, a pedido do então ministro da fazenda, Mário Henrique Simonsen.
Substituiu o Decreto-lei 2627 de 1940. Foi antecedida pela Lei 4728 de 14 de julho de 1965 que modelou o mercado de capitais e empoderou o Banco Central.
É considerada por muitos uma cópia do Model Business Corporation Act (MBCA), o modelo federal de legislação societária dos Estados Unidos.[carece de fontes?]

### Crise da bolsa de 1971
Um dos motivos para a criação da Lei das SA foi a crise da bolsa brasileira de 1971.  Em 1969 e 1970 o governo anunciou uma série de incentivos à compra de ações. Reduziu o imposto sobre dividendos, estimulou fundos 157 a aumentar participação na bolsa, e isenção de imposto de renda sobre a incorporação de reservas ao capital social.
O índice Bovespa que era 850 em dezembro de 1970 subiu para 2573 em junho de 1971.
A febre especulativa foi tanta que se observou pequenos investidores de classe média se desfazendo de bens tangíveis (apartamentos e carros) para investir na bolsa. A partir de junho de 1971 a bolsa começou a cair.
Houve nessa época uma preferência por "filhotes", desdobramentos acionários que permitiam transferir capital das empresas abertas para seus acionistas. O colunista Ibrahim Sued escreveu que o presidente do Banco do Brasil avisara o ex presidente Costa e Silva para comprar ações que elas dariam "filhotes".
A desfecho negativo desse boom criou a necessidade de reforma da lei de sociedades anônimas.

### Anteprojeto da Lei
Bulhões Pedreira e Lamy Filho entenderam que a dificuldade com o projeto seria adaptar institutos do common law estadunidense para a tradição brasileira, baseado no "sistema romanístico - firmado no conceito de capital social e na rigidez dos textos legais".
Introduziram os novos institutos legais de forma optativa para empresas existentes.
A OAB foi contrária ao projeto, arguindo que ele importava conceitos de outros países. Houve oposição ao dividendo obrigatório proposto e também à criação de ações preferenciais.
Dentre as inovações da lei estão: ações escriturais, capital autorizado, ações sem valor nominal, a CVM como policial do mercado, bônus de subscrição, certificados de depósitos em ações, acordo de acionistas, e responsabilidade dos controladores pelo abuso de poder.

### Alterações pela Lei 7958 de 1989 (Lei Lobão)
A Lei 7958 de 20 de dezembro de 1989, conhecida como Lei Lobão, modificou o artigo 137 retirando o "direito de recesso" em caso de fusão, incorporação e cisão.
A mudança gerou confusão porque esse direito se manteve nos artigos 230 e 270 gerando insegurança jurídica. O jurista Modesta Carvalhosa chamou essa lei de uma "tentativa legislativa escandalosamente casuística de supressão de direitos dos acionistas minoritários para atender aos interesses de uma então poderosa companhia."
Essa foi revogada pela lei 9457 de 1997.

### Alterações pela Lei 9457 de 1997 (Lei Kandir)
Em 5 de maio de 1997, foi sancionada a lei nº 9457, assinada pelo então vice-presidente em exercício, Marco Maciel, que alterou alguns dispositivos da lei societária brasileira.
As principais modificações trazidas pela lei nº 9457/1997 foram:
- Exclusão do inciso I do artigo 16, que versa sobre conversibilidade de ações ordinárias de companhias fechadas;
- Alterações na redação do artigo 17 e de seus incisos, que versam sobre as preferências ou vantagens das ações preferenciais das companhias abertas e fechadas (no entanto, tais modificações caíram quando do advento da lei nº 10303/2001, sobre a qual falaremos adiante);
- Alterações na redação dos incisos IX, X e XI do artigo 24, que versa sobre as declarações contidas nos certificados de ações;

### Alterações pela Lei 10303 de 2001
Em 31 de outubro de 2001, foi sancionada a lei nº 10303, também assinada por Marco Maciel, que alterou diversos artigos da lei societária brasileira e incluiu vários outros.
Vejamos as principais alterações causadas pela lei nº 10303/2001 à legislação societária brasileira:
- O artigo 4º, que define o que são companhias abertas e fechadas, teve seu caput e seu primeiro parágrafo alterados, e além disso, foram incluídos cinco parágrafos e um anexo com mais quatro parágrafos. O artigo, que trazia uma definição simples, passou a trazer detalhes sobre o registro de companhias na Comissão de Valores Mobiliários, condições para o cancelamento desse registro, situações em que os acionistas controladores serão obrigados a fazer oferta pública etc.;
- O § 2º do artigo 15, que estabelecia um limite de dois terços do total de ações emitidas pela companhia para as ações preferenciais sem direito a voto, teve sua redação alterada e o limite passou a ser de 50%;

### Alterações pela Lei 11638 de 2007
Em 28 de dezembro de 2007, foi sancionada a lei nº 11638, que modificou a lei societária brasileira principalmente em suas disposições de natureza contábil. Alguns ajustes relativos à tributação e de outra natureza também foram inseridos.[carece de fontes?]
Em 3 de dezembro de 2008, foi sancionada a medida provisória nº 449, que alterou tanto a legislação tributária quanto a societária do Brasil.[carece de fontes?]

## Semelhanças entre as leis societárias americana e brasileira
Nos Estados Unidos, cada um dos cinquenta estados possui sua própria legislação societária.
No entanto, o país dispõe de uma vasta legislação federal neste campo, dentro da qual podemos destacar o Model Business Corporation Act (MBCA) e a Lei Sarbanes-Oxley.
Muitos autores dizem que a MBCA, cujo texto data de 1950, serviu de base para a lei 6.404, a lei societária brasileira.[carece de fontes?]
Uma semelhança entre a MBCA e a Lei n° 6404 está no § 2º do art. 35 da MBCA que fala sobre o padrão conhecido no direito americano como standard of care for directors, que no direito brasileiro é chamado de dever de diligência, sendo localizado no artigo: 153 da lei 6404.